# Catholicon (Jehan Lagadeuc)

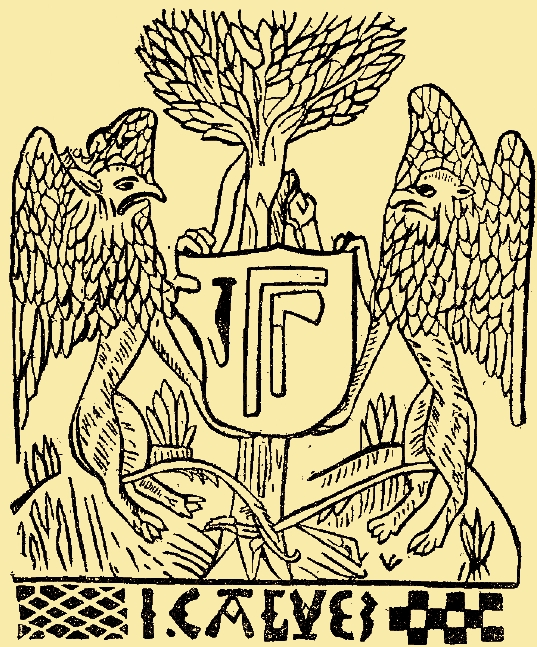
Okładka wydania z 1499

Catholicon (z gr. Καθολικόν, ogólny) – słownik bretońsko-francusko-łaciński. Jest to pierwszy słownik języka francuskiego i bretońskiego w historii, powstały w 1464 roku przez bretońskiego księdza Jehan’a Lagadeuc’o. Wydrukowany w 1499 w mieście Tréguier. Manuskrypt jest przechowywany w Muzeum Narodowym w Paryżu jako egzemplarz Latin 7656.